# مبارك أباد (زلاغي الشرقي)
مبارك أباد (بالفارسية: مبارک‌آباد) هي قرية تقع في إيران في قسم زلاغي الشرقي الریفي. يقدر عدد سكانها بـ 79 نسمة .